# Tour del Porvenir 2019
La 56.ª edición del Tour del Porvenir (nombre oficial en francés: Tour de l'Avenir) fue una carrera de ciclismo en ruta por etapas que se celebró entre el 15 y el 25 de agosto de 2019 en Francia con inicio en la población de Marmande y final en la población de La Corbière sobre un recorrido total de 1071,5 kilómetros.
La carrera hizo parte de la Copa de las Naciones UCI sub-23 2019 dentro de la categoría UCI 2.Ncup (limitada a corredores menores de 23 años). El vencedor final fue el noruego Tobias Foss seguido del italiano Giovanni Aleotti y el belga Ilan Van Wilder.
El Tour del Porvenir es la competencia más importante del mundo para corredores juveniles bajo la organización de los mismos del Tour de Francia, en ella intervienen selecciones nacionales y equipos ciclistas sub-23 invitados por la organización.

## Equipos participantes
Tomaron parte en la carrera 26 equipos: 23 selecciones nacionales, 2 equipos de categoría amateur sub-23 de la región de Francia y el equipo del Centro Mundial de Ciclismo de la UCI, formando así un pelotón de 156 ciclistas de los que acabaron 105. Los equipos participantes fueron:
| Equipos nacionales (23)- Colombia sub-23 - Francia sub-23 - Alemania sub-23 - Australia sub-23 - Austria sub-23 - Bélgica sub-23 - Bielorrusia sub-23 - Canadá sub-23 - Dinamarca sub-23 - Ecuador sub-23 - Eritrea sub-23 - España sub-23 - Estados Unidos sub-23 - Gran Bretaña sub-23 - Hungría sub-23 - Italia sub-23 - Luxemburgo sub-23 - Noruega sub-23 - Países Bajos sub-23 - Portugal sub-23 - Rusia sub-23 - Eslovenia sub-23 - Suiza sub-23 Equipo ciclista aficionado- Auvergne-Rhône-Alpes sub-23 Equipo regional y de club- Centro Mundial de Ciclismo Unknown team category- Southwest defence and security zone |
| |

## Recorrido
El Tour del Porvenir dispuso de diez etapas, dividido en una etapa llana, cinco etapas de media montaña, tres etapas de alta montaña, y una contrarreloj individual para un recorrido total de 1071,5 kilómetros.
| Etapa      | Fecha        | Recorrido                                 | type                     | Distancia (km) | Ganador           | Líder             |
| ---------- | ------------ | ----------------------------------------- | ------------------------ | -------------- | ----------------- | ----------------- |
| 1.ª etapa  | 15 de ago    | Marmande – Marmande                       | etapa llana              | 134,3          | Mathias Norsgaard | Mathias Norsgaard |
| 2.ª etapa  | 16 de ago    | Eymet – Bergerac                          | contrarreloj por equipos | 32,5           | Suiza sub-23      | Mathias Norsgaard |
| 3.ª etapa  | 17 de ago    | Montignac-Lascaux – Mauriac               | etapa de media montaña   | 169,6          | Ethan Hayter      | Tobias Foss       |
| 4.ª etapa  | 18 de ago    | Mauriac – Espalion                        | etapa de media montaña   | 163,7          | Fred Wright       | Simon Guglielmi   |
| 5.ª etapa  | 19 de ago    | Espalion – Saint-Julien-Chapteuil         | etapa de media montaña   | 162,8          | Ben Healy         | Simon Guglielmi   |
| 6.ª etapa  | 20 de ago    | Saint-Julien-Chapteuil – Privas           | etapa de media montaña   | 125,4          | Stefan Bissegger  | Giovanni Aleotti  |
|            | 21 de agosto | Día de descanso                           | Día de descanso          |                |                   |                   |
| 7.ª etapa  | 22 de ago    | Grésy-sur-Isère – La Giettaz              | etapa de media montaña   | 106,4          | Harold Tejada     | Mauri Vansevenant |
| 8.ª etapa  | 23 de ago    | Brides-les-Bains – Méribel                | etapa de montaña         | 23,4           | Alexander Evans   | Tobias Foss       |
| 9.ª etapa  | 24 de ago    | Villaroger – Tignes                       | etapa de montaña         | 74,3           | Attila Valter     | Tobias Foss       |
| 10.ª etapa | 25 de ago    | Saint-Colomban-des-Villards – La Corbière | etapa de montaña         | 79,1           | Alexander Cepeda  | Tobias Foss       |

## Desarrollo de la carrera

### 1.ª etapa
| Marmande - Marmande | etapa llana | (134,3 km) |

| \| Clasificación de la etapa \| Clasificación de la etapa \| Clasificación de la etapa \| Clasificación de la etapa \| Clasificación de la etapa \| \| Ciclista \| Ciclista \| Equipo \| Tiempo \| \| \| ------------------------- \| ------------------------- \| ------------------------- \| ------------------------- \| ------------------------- \| \| 1.º \| Mathias Norsgaard \| Dinamarca sub-23 \| 2 h 58 min 49 s \| \| \| 2.º \| Ethan Hayter \| Gran Bretaña sub-23 \| + 52 s \| \| \| 3.º \| Thomas Pidcock \| Gran Bretaña sub-23 \| + 52 s \| \| \| 4.º \| Niklas Märkl \| Alemania sub-23 \| + 52 s \| \| \| 5.º \| Stefan Bissegger \| Suiza sub-23 \| + 52 s \| \| \| 6.º \| Nils Eekhoff \| Países Bajos sub-23 \| + 52 s \| \| \| 7.º \| Kaden Groves \| Australia sub-23 \| + 52 s \| \| \| 8.º \| Michael Hernandez \| Estados Unidos sub-23 \| + 52 s \| \| \| 9.º \| Torjus Sleen \| Noruega sub-23 \| + 52 s \| \| \| 10.º \| Tobias Bayer \| Austria sub-23 \| + 52 s \| \| |                   |                       |                 |
| |                   |                       |                 |
| |                   |                       |                 |
| Clasificación de la etapa |                   |                       |                 |
| Ciclista | Ciclista          | Equipo                | Tiempo          |
| 1.º | Mathias Norsgaard | Dinamarca sub-23      | 2 h 58 min 49 s |
| 2.º | Ethan Hayter      | Gran Bretaña sub-23   | + 52 s          |
| 3.º | Thomas Pidcock    | Gran Bretaña sub-23   | + 52 s          |
| 4.º | Niklas Märkl      | Alemania sub-23       | + 52 s          |
| 5.º | Stefan Bissegger  | Suiza sub-23          | + 52 s          |
| 6.º | Nils Eekhoff      | Países Bajos sub-23   | + 52 s          |
| 7.º | Kaden Groves      | Australia sub-23      | + 52 s          |
| 8.º | Michael Hernandez | Estados Unidos sub-23 | + 52 s          |
| 9.º | Torjus Sleen      | Noruega sub-23        | + 52 s          |
| 10.º | Tobias Bayer      | Austria sub-23        | + 52 s          |

| \| Clasificación general \| Clasificación general \| Clasificación general \| Clasificación general \| Clasificación general \| \| Ciclista \| Ciclista \| Equipo \| Tiempo \| \| \| --------------------- \| --------------------- \| --------------------- \| --------------------- \| --------------------- \| \| 1.º \| Mathias Norsgaard \| Dinamarca sub-23 \| 2 h 58 min 49 s \| \| \| 2.º \| Ethan Hayter \| Gran Bretaña sub-23 \| + 52 s \| \| \| 3.º \| Thomas Pidcock \| Gran Bretaña sub-23 \| + 52 s \| \| \| 4.º \| Niklas Märkl \| Alemania sub-23 \| + 52 s \| \| \| 5.º \| Stefan Bissegger \| Suiza sub-23 \| + 52 s \| \| \| 6.º \| Nils Eekhoff \| Países Bajos sub-23 \| + 52 s \| \| \| 7.º \| Kaden Groves \| Australia sub-23 \| + 52 s \| \| \| 8.º \| Michael Hernandez \| Estados Unidos sub-23 \| + 52 s \| \| \| 9.º \| Torjus Sleen \| Noruega sub-23 \| + 52 s \| \| \| 10.º \| Tobias Bayer \| Austria sub-23 \| + 52 s \| \| |                   |                       |                 |
| |                   |                       |                 |
| |                   |                       |                 |
| Clasificación general |                   |                       |                 |
| Ciclista | Ciclista          | Equipo                | Tiempo          |
| 1.º | Mathias Norsgaard | Dinamarca sub-23      | 2 h 58 min 49 s |
| 2.º | Ethan Hayter      | Gran Bretaña sub-23   | + 52 s          |
| 3.º | Thomas Pidcock    | Gran Bretaña sub-23   | + 52 s          |
| 4.º | Niklas Märkl      | Alemania sub-23       | + 52 s          |
| 5.º | Stefan Bissegger  | Suiza sub-23          | + 52 s          |
| 6.º | Nils Eekhoff      | Países Bajos sub-23   | + 52 s          |
| 7.º | Kaden Groves      | Australia sub-23      | + 52 s          |
| 8.º | Michael Hernandez | Estados Unidos sub-23 | + 52 s          |
| 9.º | Torjus Sleen      | Noruega sub-23        | + 52 s          |
| 10.º | Tobias Bayer      | Austria sub-23        | + 52 s          |

### 2.ª etapa
| Eymet - Bergerac | contrarreloj por equipos | (32,5 km) |

| \| Clasificación de la etapa \| Clasificación de la etapa \| Clasificación de la etapa \| Clasificación de la etapa \| Clasificación de la etapa \| Clasificación de la etapa \| \| Equipo \| Equipo \| Tiempo \| Diferencia \| Promedio \| \| \| ------------------------- \| ------------------------- \| ------------------------- \| ------------------------- \| ------------------------- \| ------------------------- \| \| 1.º \| Suiza sub-23 \| 38 min 06 s \| + 0 s \| 50.551 km/h \| \| \| 2.º \| Noruega sub-23 \| 38 min 34 s \| + 28 s \| 49.939 km/h \| \| \| 3.º \| Dinamarca sub-23 \| 38 min 53 s \| + 47 s \| 49.533 km/h \| \| \| 4.º \| Italia sub-23 \| 38 min 58 s \| 52 s \| 49.427 km/h \| \| \| 5.º \| Gran Bretaña sub-23 \| 39 min 00 s \| + 54 s \| 49.385 km/h \| \| \| 6.º \| Países Bajos sub-23 \| 39 min 02 s \| + 56 s \| 49.342 km/h \| \| \| 7.º \| Francia sub-23 \| 39 min 12 s \| + 1 min 06 s \| 49.133 km/h \| \| \| 8.º \| Australia sub-23 \| 39 min 29 s \| + 1 min 23 s \| 48.780 km/h \| \| \| 9.º \| Alemania sub-23 \| 39 min 33 s \| + 1 min 27 s \| 48.698 km/h \| \| \| 10.º \| Bélgica sub-23 \| 39 min 36 s \| + 1 min 30 s \| 48.636 km/h \| \| |                     |             |              |             |
| |                     |             |              |             |
| |                     |             |              |             |
| Clasificación de la etapa |                     |             |              |             |
| Equipo | Equipo              | Tiempo      | Diferencia   | Promedio    |
| 1.º | Suiza sub-23        | 38 min 06 s | + 0 s        | 50.551 km/h |
| 2.º | Noruega sub-23      | 38 min 34 s | + 28 s       | 49.939 km/h |
| 3.º | Dinamarca sub-23    | 38 min 53 s | + 47 s       | 49.533 km/h |
| 4.º | Italia sub-23       | 38 min 58 s | 52 s         | 49.427 km/h |
| 5.º | Gran Bretaña sub-23 | 39 min 00 s | + 54 s       | 49.385 km/h |
| 6.º | Países Bajos sub-23 | 39 min 02 s | + 56 s       | 49.342 km/h |
| 7.º | Francia sub-23      | 39 min 12 s | + 1 min 06 s | 49.133 km/h |
| 8.º | Australia sub-23    | 39 min 29 s | + 1 min 23 s | 48.780 km/h |
| 9.º | Alemania sub-23     | 39 min 33 s | + 1 min 27 s | 48.698 km/h |
| 10.º | Bélgica sub-23      | 39 min 36 s | + 1 min 30 s | 48.636 km/h |

| \| Clasificación general \| Clasificación general \| Clasificación general \| Clasificación general \| Clasificación general \| \| Ciclista \| Ciclista \| Equipo \| Tiempo \| \| \| --------------------- \| --------------------- \| --------------------- \| --------------------- \| --------------------- \| \| 1.º \| Mathias Norsgaard \| Dinamarca sub-23 \| 3 h 37 min 42 s \| \| \| 2.º \| Stefan Bissegger \| Suiza sub-23 \| + 5 s \| \| \| 3.º \| Damian Lüscher \| Suiza sub-23 \| + 5 s \| \| \| 4.º \| Joel Suter \| Suiza sub-23 \| + 5 s \| \| \| 5.º \| Robin Froidevaux \| Suiza sub-23 \| + 5 s \| \| \| 6.º \| Torjus Sleen \| Noruega sub-23 \| + 33 s \| \| \| 7.º \| Tobias Foss \| Noruega sub-23 \| + 33 s \| \| \| 8.º \| Idar Andersen \| Noruega sub-23 \| + 33 s \| \| \| 9.º \| Søren Wærenskjold \| Noruega sub-23 \| + 33 s \| \| \| 10.º \| Morten Hulgaard \| Dinamarca sub-23 \| + 52 s \| \| |                   |                  |                 |
| |                   |                  |                 |
| |                   |                  |                 |
| Clasificación general |                   |                  |                 |
| Ciclista | Ciclista          | Equipo           | Tiempo          |
| 1.º | Mathias Norsgaard | Dinamarca sub-23 | 3 h 37 min 42 s |
| 2.º | Stefan Bissegger  | Suiza sub-23     | + 5 s           |
| 3.º | Damian Lüscher    | Suiza sub-23     | + 5 s           |
| 4.º | Joel Suter        | Suiza sub-23     | + 5 s           |
| 5.º | Robin Froidevaux  | Suiza sub-23     | + 5 s           |
| 6.º | Torjus Sleen      | Noruega sub-23   | + 33 s          |
| 7.º | Tobias Foss       | Noruega sub-23   | + 33 s          |
| 8.º | Idar Andersen     | Noruega sub-23   | + 33 s          |
| 9.º | Søren Wærenskjold | Noruega sub-23   | + 33 s          |
| 10.º | Morten Hulgaard   | Dinamarca sub-23 | + 52 s          |

### 3.ª etapa
| Montignac-Lascaux - Mauriac | etapa de media montaña | (169,6 km) |

| \| Clasificación de la etapa \| Clasificación de la etapa \| Clasificación de la etapa \| Clasificación de la etapa \| Clasificación de la etapa \| \| Ciclista \| Ciclista \| Equipo \| Tiempo \| \| \| ------------------------- \| ------------------------- \| ------------------------- \| ------------------------- \| ------------------------- \| \| 1.º \| Ethan Hayter \| Gran Bretaña sub-23 \| 4 h 02 min 40 s \| \| \| 2.º \| Thomas Pidcock \| Gran Bretaña sub-23 \| + 0 s \| \| \| 3.º \| Stefano Oldani \| Italia sub-23 \| + 0 s \| \| \| 4.º \| Harold Tejada \| Colombia sub-23 \| + 0 s \| \| \| 5.º \| Tobias Foss \| Noruega sub-23 \| + 0 s \| \| \| 6.º \| Samuele Battistella \| Italia sub-23 \| + 0 s \| \| \| 7.º \| Urko Berrade \| España sub-23 \| + 0 s \| \| \| 8.º \| Attila Valter \| Hungría \| + 0 s \| \| \| 9.º \| Clément Champoussin \| Francia sub-23 \| + 0 s \| \| \| 10.º \| Ilan Van Wilder \| Bélgica sub-23 \| + 0 s \| \| |                     |                     |                 |
| |                     |                     |                 |
| |                     |                     |                 |
| Clasificación de la etapa |                     |                     |                 |
| Ciclista | Ciclista            | Equipo              | Tiempo          |
| 1.º | Ethan Hayter        | Gran Bretaña sub-23 | 4 h 02 min 40 s |
| 2.º | Thomas Pidcock      | Gran Bretaña sub-23 | + 0 s           |
| 3.º | Stefano Oldani      | Italia sub-23       | + 0 s           |
| 4.º | Harold Tejada       | Colombia sub-23     | + 0 s           |
| 5.º | Tobias Foss         | Noruega sub-23      | + 0 s           |
| 6.º | Samuele Battistella | Italia sub-23       | + 0 s           |
| 7.º | Urko Berrade        | España sub-23       | + 0 s           |
| 8.º | Attila Valter       | Hungría             | + 0 s           |
| 9.º | Clément Champoussin | Francia sub-23      | + 0 s           |
| 10.º | Ilan Van Wilder     | Bélgica sub-23      | + 0 s           |

| \| Clasificación general \| Clasificación general \| Clasificación general \| Clasificación general \| Clasificación general \| \| Ciclista \| Ciclista \| Equipo \| Tiempo \| \| \| --------------------- \| --------------------- \| --------------------- \| --------------------- \| --------------------- \| \| 1.º \| Tobias Foss \| Noruega sub-23 \| + 7 h 40 min 55 s \| \| \| 2.º \| Torjus Sleen \| Noruega sub-23 \| + 0 s \| \| \| 3.º \| Damian Lüscher \| Suiza sub-23 \| + 0 s \| \| \| 4.º \| Stefano Oldani \| Italia sub-23 \| + 24 s \| \| \| 5.º \| Samuele Battistella \| Italia sub-23 \| + 24 s \| \| \| 6.º \| Andrea Bagioli \| Italia sub-23 \| + 24 s \| \| \| 7.º \| Ethan Hayter \| Gran Bretaña sub-23 \| + 26 s \| \| \| 8.º \| Thomas Pidcock \| Gran Bretaña sub-23 \| + 26 s \| \| \| 9.º \| Stefan Bissegger \| Suiza sub-23 \| + 32 s \| \| \| 10.º \| Clément Champoussin \| Francia sub-23 \| + 38 s \| \| |                     |                     |                   |
| |                     |                     |                   |
| |                     |                     |                   |
| Clasificación general |                     |                     |                   |
| Ciclista | Ciclista            | Equipo              | Tiempo            |
| 1.º | Tobias Foss         | Noruega sub-23      | + 7 h 40 min 55 s |
| 2.º | Torjus Sleen        | Noruega sub-23      | + 0 s             |
| 3.º | Damian Lüscher      | Suiza sub-23        | + 0 s             |
| 4.º | Stefano Oldani      | Italia sub-23       | + 24 s            |
| 5.º | Samuele Battistella | Italia sub-23       | + 24 s            |
| 6.º | Andrea Bagioli      | Italia sub-23       | + 24 s            |
| 7.º | Ethan Hayter        | Gran Bretaña sub-23 | + 26 s            |
| 8.º | Thomas Pidcock      | Gran Bretaña sub-23 | + 26 s            |
| 9.º | Stefan Bissegger    | Suiza sub-23        | + 32 s            |
| 10.º | Clément Champoussin | Francia sub-23      | + 38 s            |

### 4.ª etapa
| Mauriac - Espalion | etapa de media montaña | (163,7 km) |

| \| Clasificación de la etapa \| Clasificación de la etapa \| Clasificación de la etapa \| Clasificación de la etapa \| Clasificación de la etapa \| \| Ciclista \| Ciclista \| Equipo \| Tiempo \| \| \| ------------------------- \| ------------------------- \| ------------------------- \| ------------------------- \| ------------------------- \| \| 1.º \| Fred Wright \| Gran Bretaña sub-23 \| 3 h 54 min 44 s \| \| \| 2.º \| Joel Suter \| Suiza sub-23 \| + 0 s \| \| \| 3.º \| Søren Wærenskjold \| Noruega sub-23 \| + 0 s \| \| \| 4.º \| Simon Guglielmi \| Francia sub-23 \| + 0 s \| \| \| 5.º \| Patrick Gamper \| Austria sub-23 \| + 0 s \| \| \| 6.º \| Giovanni Aleotti \| Italia sub-23 \| + 0 s \| \| \| 7.º \| Patrick Haller \| Alemania sub-23 \| + 0 s \| \| \| 8.º \| Miguel Heidemann \| Alemania sub-23 \| + 14 s \| \| \| 9.º \| Jim Brown \| Gran Bretaña sub-23 \| + 2 min 05 s \| \| \| 10.º \| Tilen Finkšt \| Eslovenia sub-23 \| + 2 min 05 s \| \| |                   |                     |                 |
| |                   |                     |                 |
| |                   |                     |                 |
| Clasificación de la etapa |                   |                     |                 |
| Ciclista | Ciclista          | Equipo              | Tiempo          |
| 1.º | Fred Wright       | Gran Bretaña sub-23 | 3 h 54 min 44 s |
| 2.º | Joel Suter        | Suiza sub-23        | + 0 s           |
| 3.º | Søren Wærenskjold | Noruega sub-23      | + 0 s           |
| 4.º | Simon Guglielmi   | Francia sub-23      | + 0 s           |
| 5.º | Patrick Gamper    | Austria sub-23      | + 0 s           |
| 6.º | Giovanni Aleotti  | Italia sub-23       | + 0 s           |
| 7.º | Patrick Haller    | Alemania sub-23     | + 0 s           |
| 8.º | Miguel Heidemann  | Alemania sub-23     | + 14 s          |
| 9.º | Jim Brown         | Gran Bretaña sub-23 | + 2 min 05 s    |
| 10.º | Tilen Finkšt      | Eslovenia sub-23    | + 2 min 05 s    |

| \| Clasificación general \| Clasificación general \| Clasificación general \| Clasificación general \| Clasificación general \| \| Ciclista \| Ciclista \| Equipo \| Tiempo \| \| \| --------------------- \| --------------------- \| --------------------- \| --------------------- \| --------------------- \| \| 1.º \| Simon Guglielmi \| Francia sub-23 \| 11 h 37 min 02 s \| \| \| 2.º \| Giovanni Aleotti \| Italia sub-23 \| + 1 s \| \| \| 3.º \| Tobias Foss \| Noruega sub-23 \| + 42 s \| \| \| 4.º \| Torjus Sleen \| Noruega sub-23 \| + 42 s \| \| \| 5.º \| Damian Lüscher \| Suiza sub-23 \| + 42 s \| \| \| 6.º \| Samuele Battistella \| Italia sub-23 \| + 1 min 06 s \| \| \| 7.º \| Andrea Bagioli \| Italia sub-23 \| + 1 min 06 s \| \| \| 8.º \| Stefano Oldani \| Italia sub-23 \| + 1 min 06 s \| \| \| 9.º \| Thomas Pidcock \| Gran Bretaña sub-23 \| + 1 min 08 s \| \| \| 10.º \| Stefan Bissegger \| Suiza sub-23 \| + 1 min 14 s \| \| |                     |                     |                  |
| |                     |                     |                  |
| |                     |                     |                  |
| Clasificación general |                     |                     |                  |
| Ciclista | Ciclista            | Equipo              | Tiempo           |
| 1.º | Simon Guglielmi     | Francia sub-23      | 11 h 37 min 02 s |
| 2.º | Giovanni Aleotti    | Italia sub-23       | + 1 s            |
| 3.º | Tobias Foss         | Noruega sub-23      | + 42 s           |
| 4.º | Torjus Sleen        | Noruega sub-23      | + 42 s           |
| 5.º | Damian Lüscher      | Suiza sub-23        | + 42 s           |
| 6.º | Samuele Battistella | Italia sub-23       | + 1 min 06 s     |
| 7.º | Andrea Bagioli      | Italia sub-23       | + 1 min 06 s     |
| 8.º | Stefano Oldani      | Italia sub-23       | + 1 min 06 s     |
| 9.º | Thomas Pidcock      | Gran Bretaña sub-23 | + 1 min 08 s     |
| 10.º | Stefan Bissegger    | Suiza sub-23        | + 1 min 14 s     |

### 5.ª etapa
| Espalion - Saint-Julien-Chapteuil | etapa de media montaña | (162,8 km) |

| \| Clasificación de la etapa \| Clasificación de la etapa \| Clasificación de la etapa \| Clasificación de la etapa \| Clasificación de la etapa \| \| Ciclista \| Ciclista \| Equipo \| Tiempo \| \| \| ------------------------- \| ------------------------- \| -------------------------- \| ------------------------- \| ------------------------- \| \| 1.º \| Ben Healy \| Centro Mundial de Ciclismo \| 4 h 03 min 26 s \| \| \| 2.º \| Morten Hulgaard \| Dinamarca sub-23 \| + 2 s \| \| \| 3.º \| Matteo Jorgenson \| Estados Unidos sub-23 \| + 5 s \| \| \| 4.º \| Thomas Pidcock \| Gran Bretaña sub-23 \| + 1 min 31 s \| \| \| 5.º \| Stefano Oldani \| Italia sub-23 \| + 1 min 31 s \| \| \| 6.º \| Tobias Foss \| Noruega sub-23 \| + 1 min 31 s \| \| \| 7.º \| Stefan Bissegger \| Suiza sub-23 \| + 1 min 31 s \| \| \| 8.º \| Tilen Finkšt \| Eslovenia sub-23 \| + 1 min 32 s \| \| \| 9.º \| Patrick Haller \| Alemania sub-23 \| + 1 min 32 s \| \| \| 10.º \| Mathieu Burgaudeau \| Francia sub-23 \| + 1 min 32 s \| \| |                    |                            |                 |
| |                    |                            |                 |
| |                    |                            |                 |
| Clasificación de la etapa |                    |                            |                 |
| Ciclista | Ciclista           | Equipo                     | Tiempo          |
| 1.º | Ben Healy          | Centro Mundial de Ciclismo | 4 h 03 min 26 s |
| 2.º | Morten Hulgaard    | Dinamarca sub-23           | + 2 s           |
| 3.º | Matteo Jorgenson   | Estados Unidos sub-23      | + 5 s           |
| 4.º | Thomas Pidcock     | Gran Bretaña sub-23        | + 1 min 31 s    |
| 5.º | Stefano Oldani     | Italia sub-23              | + 1 min 31 s    |
| 6.º | Tobias Foss        | Noruega sub-23             | + 1 min 31 s    |
| 7.º | Stefan Bissegger   | Suiza sub-23               | + 1 min 31 s    |
| 8.º | Tilen Finkšt       | Eslovenia sub-23           | + 1 min 32 s    |
| 9.º | Patrick Haller     | Alemania sub-23            | + 1 min 32 s    |
| 10.º | Mathieu Burgaudeau | Francia sub-23             | + 1 min 32 s    |

| \| Clasificación general \| Clasificación general \| Clasificación general \| Clasificación general \| Clasificación general \| \| Ciclista \| Ciclista \| Equipo \| Tiempo \| \| \| --------------------- \| --------------------- \| --------------------- \| --------------------- \| --------------------- \| \| 1.º \| Simon Guglielmi \| Francia sub-23 \| 15 h 42 min 00 s \| \| \| 2.º \| Giovanni Aleotti \| Italia sub-23 \| + 1 s \| \| \| 3.º \| Tobias Foss \| Noruega sub-23 \| + 41 s \| \| \| 4.º \| Torjus Sleen \| Noruega sub-23 \| + 42 s \| \| \| 5.º \| Damian Lüscher \| Suiza sub-23 \| + 42 s \| \| \| 6.º \| Stefano Oldani \| Italia sub-23 \| + 1 min 05 s \| \| \| 7.º \| Samuele Battistella \| Italia sub-23 \| + 1 min 06 s \| \| \| 8.º \| Andrea Bagioli \| Italia sub-23 \| + 1 min 06 s \| \| \| 9.º \| Thomas Pidcock \| Gran Bretaña sub-23 \| + 1 min 07 s \| \| \| 10.º \| Stefan Bissegger \| Suiza sub-23 \| + 1 min 13 s \| \| |                     |                     |                  |
| |                     |                     |                  |
| |                     |                     |                  |
| Clasificación general |                     |                     |                  |
| Ciclista | Ciclista            | Equipo              | Tiempo           |
| 1.º | Simon Guglielmi     | Francia sub-23      | 15 h 42 min 00 s |
| 2.º | Giovanni Aleotti    | Italia sub-23       | + 1 s            |
| 3.º | Tobias Foss         | Noruega sub-23      | + 41 s           |
| 4.º | Torjus Sleen        | Noruega sub-23      | + 42 s           |
| 5.º | Damian Lüscher      | Suiza sub-23        | + 42 s           |
| 6.º | Stefano Oldani      | Italia sub-23       | + 1 min 05 s     |
| 7.º | Samuele Battistella | Italia sub-23       | + 1 min 06 s     |
| 8.º | Andrea Bagioli      | Italia sub-23       | + 1 min 06 s     |
| 9.º | Thomas Pidcock      | Gran Bretaña sub-23 | + 1 min 07 s     |
| 10.º | Stefan Bissegger    | Suiza sub-23        | + 1 min 13 s     |

### 6.ª etapa
| Saint-Julien-Chapteuil - Privas | etapa de media montaña | (125,4 km) |

| \| Clasificación de la etapa \| Clasificación de la etapa \| Clasificación de la etapa \| Clasificación de la etapa \| Clasificación de la etapa \| \| Ciclista \| Ciclista \| Equipo \| Tiempo \| \| \| ------------------------- \| ------------------------- \| ------------------------- \| ------------------------- \| ------------------------- \| \| 1.º \| Stefan Bissegger \| Suiza sub-23 \| 2 h 55 min 47 s \| \| \| 2.º \| Kaden Groves \| Australia sub-23 \| + 0 s \| \| \| 3.º \| Matteo Jorgenson \| Estados Unidos sub-23 \| + 1 s \| \| \| 4.º \| Tobias Bayer \| Austria sub-23 \| + 1 s \| \| \| 5.º \| Jonas Rutsch \| Alemania sub-23 \| + 3 s \| \| \| 6.º \| Ilan Van Wilder \| Bélgica sub-23 \| + 3 s \| \| \| 7.º \| Samuele Battistella \| Italia sub-23 \| + 11 s \| \| \| 8.º \| Tobias Foss \| Noruega sub-23 \| + 11 s \| \| \| 9.º \| Morten Hulgaard \| Dinamarca sub-23 \| + 23 s \| \| \| 10.º \| Urko Berrade \| España sub-23 \| + 23 s \| \| |                     |                       |                 |
| |                     |                       |                 |
| |                     |                       |                 |
| Clasificación de la etapa |                     |                       |                 |
| Ciclista | Ciclista            | Equipo                | Tiempo          |
| 1.º | Stefan Bissegger    | Suiza sub-23          | 2 h 55 min 47 s |
| 2.º | Kaden Groves        | Australia sub-23      | + 0 s           |
| 3.º | Matteo Jorgenson    | Estados Unidos sub-23 | + 1 s           |
| 4.º | Tobias Bayer        | Austria sub-23        | + 1 s           |
| 5.º | Jonas Rutsch        | Alemania sub-23       | + 3 s           |
| 6.º | Ilan Van Wilder     | Bélgica sub-23        | + 3 s           |
| 7.º | Samuele Battistella | Italia sub-23         | + 11 s          |
| 8.º | Tobias Foss         | Noruega sub-23        | + 11 s          |
| 9.º | Morten Hulgaard     | Dinamarca sub-23      | + 23 s          |
| 10.º | Urko Berrade        | España sub-23         | + 23 s          |

| \| Clasificación general \| Clasificación general \| Clasificación general \| Clasificación general \| Clasificación general \| \| Ciclista \| Ciclista \| Equipo \| Tiempo \| \| \| --------------------- \| --------------------- \| --------------------- \| --------------------- \| --------------------- \| \| 1.º \| Giovanni Aleotti \| Italia sub-23 \| 18 h 38 min 34 s \| \| \| 2.º \| Tobias Foss \| Noruega sub-23 \| + 5 s \| \| \| 3.º \| Damian Lüscher \| Suiza sub-23 \| + 18 s \| \| \| 4.º \| Stefan Bissegger \| Suiza sub-23 \| + 26 s \| \| \| 5.º \| Samuele Battistella \| Italia sub-23 \| + 30 s \| \| \| 6.º \| Matteo Jorgenson \| Estados Unidos sub-23 \| + 34 s \| \| \| 7.º \| Thomas Pidcock \| Gran Bretaña sub-23 \| + 43 s \| \| \| 8.º \| Jonas Rutsch \| Alemania sub-23 \| + 57 s \| \| \| 9.º \| Ilan Van Wilder \| Bélgica sub-23 \| + 1 min 00 s \| \| \| 10.º \| Mauri Vansevenant \| Bélgica sub-23 \| + 1 min 20 s \| \| |                     |                       |                  |
| |                     |                       |                  |
| |                     |                       |                  |
| Clasificación general |                     |                       |                  |
| Ciclista | Ciclista            | Equipo                | Tiempo           |
| 1.º | Giovanni Aleotti    | Italia sub-23         | 18 h 38 min 34 s |
| 2.º | Tobias Foss         | Noruega sub-23        | + 5 s            |
| 3.º | Damian Lüscher      | Suiza sub-23          | + 18 s           |
| 4.º | Stefan Bissegger    | Suiza sub-23          | + 26 s           |
| 5.º | Samuele Battistella | Italia sub-23         | + 30 s           |
| 6.º | Matteo Jorgenson    | Estados Unidos sub-23 | + 34 s           |
| 7.º | Thomas Pidcock      | Gran Bretaña sub-23   | + 43 s           |
| 8.º | Jonas Rutsch        | Alemania sub-23       | + 57 s           |
| 9.º | Ilan Van Wilder     | Bélgica sub-23        | + 1 min 00 s     |
| 10.º | Mauri Vansevenant   | Bélgica sub-23        | + 1 min 20 s     |

### 7.ª etapa
| Grésy-sur-Isère - La Giettaz | etapa de media montaña | (106,4 km) |

| \| Clasificación de la etapa \| Clasificación de la etapa \| Clasificación de la etapa \| Clasificación de la etapa \| Clasificación de la etapa \| \| Ciclista \| Ciclista \| Equipo \| Tiempo \| \| \| ------------------------- \| ------------------------- \| ------------------------- \| ------------------------- \| ------------------------- \| \| 1.º \| Harold Tejada \| Colombia sub-23 \| 2 h 52 min 32 s \| \| \| 2.º \| Mauri Vansevenant \| Bélgica sub-23 \| + 0 s \| \| \| 3.º \| Clément Champoussin \| Francia sub-23 \| + 18 s \| \| \| 4.º \| Sylvain Moniquet \| Bélgica sub-23 \| + 35 s \| \| \| 5.º \| Samuele Battistella \| Italia sub-23 \| + 2 min 05 s \| \| \| 6.º \| Matteo Jorgenson \| Estados Unidos sub-23 \| + 2 min 05 s \| \| \| 7.º \| Giovanni Aleotti \| Italia sub-23 \| + 2 min 05 s \| \| \| 8.º \| Ilan Van Wilder \| Bélgica sub-23 \| + 2 min 05 s \| \| \| 9.º \| Urko Berrade \| España sub-23 \| + 2 min 05 s \| \| \| 10.º \| Tobias Foss \| Noruega sub-23 \| + 2 min 05 s \| \| |                     |                       |                 |
| |                     |                       |                 |
| |                     |                       |                 |
| Clasificación de la etapa |                     |                       |                 |
| Ciclista | Ciclista            | Equipo                | Tiempo          |
| 1.º | Harold Tejada       | Colombia sub-23       | 2 h 52 min 32 s |
| 2.º | Mauri Vansevenant   | Bélgica sub-23        | + 0 s           |
| 3.º | Clément Champoussin | Francia sub-23        | + 18 s          |
| 4.º | Sylvain Moniquet    | Bélgica sub-23        | + 35 s          |
| 5.º | Samuele Battistella | Italia sub-23         | + 2 min 05 s    |
| 6.º | Matteo Jorgenson    | Estados Unidos sub-23 | + 2 min 05 s    |
| 7.º | Giovanni Aleotti    | Italia sub-23         | + 2 min 05 s    |
| 8.º | Ilan Van Wilder     | Bélgica sub-23        | + 2 min 05 s    |
| 9.º | Urko Berrade        | España sub-23         | + 2 min 05 s    |
| 10.º | Tobias Foss         | Noruega sub-23        | + 2 min 05 s    |

| \| Clasificación general \| Clasificación general \| Clasificación general \| Clasificación general \| Clasificación general \| \| Ciclista \| Ciclista \| Equipo \| Tiempo \| \| \| --------------------- \| --------------------- \| --------------------- \| --------------------- \| --------------------- \| \| 1.º \| Mauri Vansevenant \| Bélgica sub-23 \| 21 h 32 min 26 s \| \| \| 2.º \| Giovanni Aleotti \| Italia sub-23 \| + 45 s \| \| \| 3.º \| Tobias Foss \| Noruega sub-23 \| + 50 s \| \| \| 4.º \| Samuele Battistella \| Italia sub-23 \| + 1 min 15 s \| \| \| 5.º \| Matteo Jorgenson \| Estados Unidos sub-23 \| + 1 min 19 s \| \| \| 6.º \| Ilan Van Wilder \| Bélgica sub-23 \| + 1 min 45 s \| \| \| 7.º \| Clément Champoussin \| Francia sub-23 \| + 2 min 06 s \| \| \| 8.º \| Urko Berrade \| España sub-23 \| + 2 min 50 s \| \| \| 9.º \| Georg Zimmermann \| Alemania sub-23 \| + 3 min 02 s \| \| \| 10.º \| Sylvain Moniquet \| Bélgica sub-23 \| + 3 min 06 s \| \| |                     |                       |                  |
| |                     |                       |                  |
| |                     |                       |                  |
| Clasificación general |                     |                       |                  |
| Ciclista | Ciclista            | Equipo                | Tiempo           |
| 1.º | Mauri Vansevenant   | Bélgica sub-23        | 21 h 32 min 26 s |
| 2.º | Giovanni Aleotti    | Italia sub-23         | + 45 s           |
| 3.º | Tobias Foss         | Noruega sub-23        | + 50 s           |
| 4.º | Samuele Battistella | Italia sub-23         | + 1 min 15 s     |
| 5.º | Matteo Jorgenson    | Estados Unidos sub-23 | + 1 min 19 s     |
| 6.º | Ilan Van Wilder     | Bélgica sub-23        | + 1 min 45 s     |
| 7.º | Clément Champoussin | Francia sub-23        | + 2 min 06 s     |
| 8.º | Urko Berrade        | España sub-23         | + 2 min 50 s     |
| 9.º | Georg Zimmermann    | Alemania sub-23       | + 3 min 02 s     |
| 10.º | Sylvain Moniquet    | Bélgica sub-23        | + 3 min 06 s     |

### 8.ª etapa
| Brides-les-Bains - Méribel | etapa de montaña | (23,4 km) |

| \| Clasificación de la etapa \| Clasificación de la etapa \| Clasificación de la etapa \| Clasificación de la etapa \| Clasificación de la etapa \| \| Ciclista \| Ciclista \| Equipo \| Tiempo \| \| \| ------------------------- \| ------------------------- \| ------------------------- \| ------------------------- \| ------------------------- \| \| 1.º \| Alexander Evans \| Australia sub-23 \| 1 h 05 min 39 s \| \| \| 2.º \| Michel Ries \| Luxemburgo sub-23 \| + 12 s \| \| \| 3.º \| Clément Champoussin \| Francia sub-23 \| + 24 s \| \| \| 4.º \| Matteo Jorgenson \| Estados Unidos sub-23 \| + 36 s \| \| \| 5.º \| Tobias Foss \| Noruega sub-23 \| + 42 s \| \| \| 6.º \| Jhojan García \| Colombia sub-23 \| + 1 min 04 s \| \| \| 7.º \| Jon Agirre \| España sub-23 \| + 1 min 23 s \| \| \| 8.º \| Ilan Van Wilder \| Bélgica sub-23 \| + 1 min 25 s \| \| \| 9.º \| Giovanni Aleotti \| Italia sub-23 \| + 1 min 28 s \| \| \| 10.º \| Nicolas Prodhomme \| Francia sub-23 \| + 1 min 40 s \| \| |                     |                       |                 |
| |                     |                       |                 |
| |                     |                       |                 |
| Clasificación de la etapa |                     |                       |                 |
| Ciclista | Ciclista            | Equipo                | Tiempo          |
| 1.º | Alexander Evans     | Australia sub-23      | 1 h 05 min 39 s |
| 2.º | Michel Ries         | Luxemburgo sub-23     | + 12 s          |
| 3.º | Clément Champoussin | Francia sub-23        | + 24 s          |
| 4.º | Matteo Jorgenson    | Estados Unidos sub-23 | + 36 s          |
| 5.º | Tobias Foss         | Noruega sub-23        | + 42 s          |
| 6.º | Jhojan García       | Colombia sub-23       | + 1 min 04 s    |
| 7.º | Jon Agirre          | España sub-23         | + 1 min 23 s    |
| 8.º | Ilan Van Wilder     | Bélgica sub-23        | + 1 min 25 s    |
| 9.º | Giovanni Aleotti    | Italia sub-23         | + 1 min 28 s    |
| 10.º | Nicolas Prodhomme   | Francia sub-23        | + 1 min 40 s    |

| \| Clasificación general \| Clasificación general \| Clasificación general \| Clasificación general \| Clasificación general \| \| Ciclista \| Ciclista \| Equipo \| Tiempo \| \| \| --------------------- \| --------------------- \| --------------------- \| --------------------- \| --------------------- \| \| 1.º \| Tobias Foss \| Noruega sub-23 \| 22 h 39 min 37 s \| \| \| 2.º \| Matteo Jorgenson \| Estados Unidos sub-23 \| + 23 s \| \| \| 3.º \| Giovanni Aleotti \| Italia sub-23 \| + 41 s \| \| \| 4.º \| Clément Champoussin \| Francia sub-23 \| + 58 s \| \| \| 5.º \| Ilan Van Wilder \| Bélgica sub-23 \| + \| \| |                     |                       |                  |
| |                     |                       |                  |
| |                     |                       |                  |
| Clasificación general |                     |                       |                  |
| Ciclista | Ciclista            | Equipo                | Tiempo           |
| 1.º | Tobias Foss         | Noruega sub-23        | 22 h 39 min 37 s |
| 2.º | Matteo Jorgenson    | Estados Unidos sub-23 | + 23 s           |
| 3.º | Giovanni Aleotti    | Italia sub-23         | + 41 s           |
| 4.º | Clément Champoussin | Francia sub-23        | + 58 s           |
| 5.º | Ilan Van Wilder     | Bélgica sub-23        | +                |

### 9.ª etapa
| Villaroger - Tignes | etapa de montaña | (74,3 km) |

| \| Clasificación de la etapa \| Clasificación de la etapa \| Clasificación de la etapa \| Clasificación de la etapa \| Clasificación de la etapa \| \| Ciclista \| Ciclista \| Equipo \| Tiempo \| \| \| ------------------------- \| ------------------------- \| ------------------------- \| ------------------------- \| ------------------------- \| \| 1.º \| Attila Valter \| Hungría sub-23 \| \| \| \| 2.º \| Tobias Foss \| Noruega sub-23 \| + 15 s \| \| \| 3.º \| Georg Zimmermann \| Alemania sub-23 \| + 32 s \| \| \| 4.º \| Giovanni Aleotti \| Italia sub-23 \| + 44 s \| \| \| 5.º \| Ilan Van Wilder \| Bélgica sub-23 \| + 1 min 10 s \| \| |                  |                 |              |
| |                  |                 |              |
| |                  |                 |              |
| Clasificación de la etapa |                  |                 |              |
| Ciclista | Ciclista         | Equipo          | Tiempo       |
| 1.º | Attila Valter    | Hungría sub-23  |              |
| 2.º | Tobias Foss      | Noruega sub-23  | + 15 s       |
| 3.º | Georg Zimmermann | Alemania sub-23 | + 32 s       |
| 4.º | Giovanni Aleotti | Italia sub-23   | + 44 s       |
| 5.º | Ilan Van Wilder  | Bélgica sub-23  | + 1 min 10 s |

| \| Clasificación general \| Clasificación general \| Clasificación general \| Clasificación general \| Clasificación general \| \| Ciclista \| Ciclista \| Equipo \| Tiempo \| \| \| --------------------- \| --------------------- \| --------------------- \| --------------------- \| --------------------- \| \| 1.º \| Tobias Foss \| Noruega sub-23 \| \| \| \| 2.º \| Giovanni Aleotti \| Italia sub-23 \| + 1 min 10 s \| \| \| 3.º \| Ilan Van Wilder \| Bélgica sub-23 \| + \| \| \| 4.º \| Clément Champoussin \| Francia sub-23 \| + \| \| \| 5.º \| Samuele Battistella \| Italia sub-23 \| + \| \| |                     |                |              |
| |                     |                |              |
| |                     |                |              |
| Clasificación general |                     |                |              |
| Ciclista | Ciclista            | Equipo         | Tiempo       |
| 1.º | Tobias Foss         | Noruega sub-23 |              |
| 2.º | Giovanni Aleotti    | Italia sub-23  | + 1 min 10 s |
| 3.º | Ilan Van Wilder     | Bélgica sub-23 | +            |
| 4.º | Clément Champoussin | Francia sub-23 | +            |
| 5.º | Samuele Battistella | Italia sub-23  | +            |

### 10.ª etapa
| Saint-Colomban-des-Villards - La Corbière | etapa de montaña | (79,1 km) |

| \| Clasificación de la etapa \| Clasificación de la etapa \| Clasificación de la etapa \| Clasificación de la etapa \| Clasificación de la etapa \| \| Ciclista \| Ciclista \| Equipo \| Tiempo \| \| \| ------------------------- \| ------------------------- \| ------------------------- \| ------------------------- \| ------------------------- \| \| 1.º \| Alexander Cepeda \| Ecuador sub-23 \| \| \| \| 2.º \| Michel Ries \| Luxemburgo sub-23 \| + 27 s \| \| \| 3.º \| Íñigo Elosegui \| España sub-23 \| + 34 s \| \| \| 4.º \| Jacob Hindsgaul Madsen \| Dinamarca sub-23 \| + 42 s \| \| \| 5.º \| Biniam Girmay \| Eritrea sub-23 \| + 1 min 10 s \| \| |                        |                   |              |
| |                        |                   |              |
| |                        |                   |              |
| Clasificación de la etapa |                        |                   |              |
| Ciclista | Ciclista               | Equipo            | Tiempo       |
| 1.º | Alexander Cepeda       | Ecuador sub-23    |              |
| 2.º | Michel Ries            | Luxemburgo sub-23 | + 27 s       |
| 3.º | Íñigo Elosegui         | España sub-23     | + 34 s       |
| 4.º | Jacob Hindsgaul Madsen | Dinamarca sub-23  | + 42 s       |
| 5.º | Biniam Girmay          | Eritrea sub-23    | + 1 min 10 s |

## Clasificaciones finales
- Las clasificaciones finalizaron de la siguiente forma:[4]

### Clasificación general
| \| Clasificación general \| Clasificación general \| Clasificación general \| Clasificación general \| Clasificación general \| \| Ciclista \| Ciclista \| Equipo \| Tiempo \| \| \| --------------------- \| --------------------- \| --------------------- \| --------------------- \| --------------------- \| \| 1.º \| Tobias Foss \| Noruega sub-23 \| 27 h 30 min 09 s \| \| \| 2.º \| Giovanni Aleotti \| Italia sub-23 \| + 1 min 19 s \| \| \| 3.º \| Ilan Van Wilder \| Bélgica sub-23 \| + 2 min 34 s \| \| \| 4.º \| Clément Champoussin \| Francia sub-23 \| + 3 min 05 s \| \| \| 5.º \| Georg Zimmermann \| Alemania sub-23 \| + 3 min 48 s \| \| \| 6.º \| Mauri Vansevenant \| Bélgica sub-23 \| + 6 min 55 s \| \| \| 7.º \| Michel Ries \| Luxemburgo sub-23 \| + 7 min 05 s \| \| \| 8.º \| Jhojan García \| Colombia sub-23 \| + 10 min 48 s \| \| \| 9.º \| Alexander Cepeda \| Ecuador sub-23 \| + 12 min 27 s \| \| \| 10.º \| Lars van den Berg \| Países Bajos sub-23 \| + 13 min 29 s \| \| |                     |                     |                  |
| |                     |                     |                  |
| Fuente: ProCyclingStats |                     |                     |                  |
| Clasificación general |                     |                     |                  |
| Ciclista | Ciclista            | Equipo              | Tiempo           |
| 1.º | Tobias Foss         | Noruega sub-23      | 27 h 30 min 09 s |
| 2.º | Giovanni Aleotti    | Italia sub-23       | + 1 min 19 s     |
| 3.º | Ilan Van Wilder     | Bélgica sub-23      | + 2 min 34 s     |
| 4.º | Clément Champoussin | Francia sub-23      | + 3 min 05 s     |
| 5.º | Georg Zimmermann    | Alemania sub-23     | + 3 min 48 s     |
| 6.º | Mauri Vansevenant   | Bélgica sub-23      | + 6 min 55 s     |
| 7.º | Michel Ries         | Luxemburgo sub-23   | + 7 min 05 s     |
| 8.º | Jhojan García       | Colombia sub-23     | + 10 min 48 s    |
| 9.º | Alexander Cepeda    | Ecuador sub-23      | + 12 min 27 s    |
| 10.º | Lars van den Berg   | Países Bajos sub-23 | + 13 min 29 s    |

### Clasificación por puntos
| Clasificación por puntos | Clasificación por puntos | Clasificación por puntos | Clasificación por puntos | Clasificación por puntos |
| Ciclista                 | Ciclista                 | Equipo                   | Puntos                   |                          |
| ------------------------ | ------------------------ | ------------------------ | ------------------------ | ------------------------ |

### Clasificación de la montaña
| Clasificación de la montaña | Clasificación de la montaña | Clasificación de la montaña | Clasificación de la montaña | Clasificación de la montaña |
| Ciclista                    | Ciclista                    | Equipo                      | Puntos                      |                             |
| --------------------------- | --------------------------- | --------------------------- | --------------------------- | --------------------------- |

### Clasificación por equipos
| Clasificación por equipos | Clasificación por equipos | Clasificación por equipos | Clasificación por equipos |
| Equipo                    | Equipo                    | Tiempo                    |                           |
| ------------------------- | ------------------------- | ------------------------- | ------------------------- |

## Evolución de las clasificaciones
| Etapa                   | Vencedor                | Clasificación general Maillot Jaune | Clasificación de la montaña Maillot à Pois Rouges | Clasificación por puntos Maillot Vert | Clasificación por equipos Classement par Équipe |
| ----------------------- | ----------------------- | ----------------------------------- | ------------------------------------------------- | ------------------------------------- | ----------------------------------------------- |
| 1.ª                     | Mathias Norsgaard       | Mathias Norsgaard                   | Žiga Horvat                                       | Mathias Norsgaard                     | Dinamarca sub-23                                |
| 2.ª                     | Suiza sub-23            | Mathias Norsgaard                   | Žiga Horvat                                       | Mathias Norsgaard                     | Dinamarca sub-23                                |
| 3.ª                     | Ethan Hayter            | Tobias Foss                         | Thomas Acosta                                     | Mathias Norsgaard                     | Italia sub-23                                   |
| 4.ª                     | Alfred Wright           | Simon Guglielmi                     | Giovanni Aleotti                                  | Mathias Norsgaard                     | Italia sub-23                                   |
| 5.ª                     | Ben Healy               | Simon Guglielmi                     | Giovanni Aleotti                                  | Thomas Pidcock                        | Italia sub-23                                   |
| 6.ª                     | Stefan Bissegger        | Giovanni Aleotti                    | Giovanni Aleotti                                  | Thomas Pidcock                        | Italia sub-23                                   |
| 7.ª                     | Harold Tejada           | Mauri Vansevenant                   | Harold Tejada                                     | Mathias Norsgaard                     | Bélgica sub-23                                  |
| 8.ª                     | Alexander Evans         | Tobias Foss                         | Giovanni Aleotti                                  | Matteo Jorgenson                      | Bélgica sub-23                                  |
| 9.ª                     | Attila Valter           | Tobias Foss                         | Attila Valter                                     | Matteo Jorgenson                      | Bélgica sub-23                                  |
| 10.ª                    | Alexander Cepeda        | Tobias Foss                         | Jon Agirre                                        | Matteo Jorgenson                      | Bélgica sub-23                                  |
| Clasificaciones finales | Clasificaciones finales | Tobias Foss                         | Jon Agirre                                        | Matteo Jorgenson                      | Bélgica sub-23                                  |

## UCI World Ranking
El Tour del Porvenir otorgó puntos para el UCI World Ranking para corredores de los equipos en las categorías UCI WorldTeam, Profesional Continental y Equipos Continentales. Las siguientes tablas muestran el baremo de puntuación y los 10 corredores que obtuvieron más puntos:
| Posición              | 1.º | 2.º | 3.º | 4.º | 5.º | 6.º | 7.º | 8.º | 9.º | 10.º | 11.º-15.º | 16.º-20.º |
| Clasificación general | 140 | 110 | 80  | 60  | 50  | 40  | 30  | 20  | 10  | 6    | 3         | 1         |
| Por etapa             | 15  | 9   | 5   |     |     |     |     |     |     |      |           |           |
| Líder                 | 2   |     |     |     |     |     |     |     |     |      |           |           |

| Clasificación |                            |                    |         |       |       |       |
| Posición      | Ciclista                   | Equipo             | General | Etapa | Líder | Total |
| ------------- | -------------------------- | ------------------ | ------- | ----- | ----- | ----- |
| 1.º           | Tobias Foss                | Noruega sub-23     | 140     | 10,5  | 6     | 156,5 |
| 2.º           | Giovanni Aleotti           | Italia sub-23      | 110     | -     | 2     | 112   |
| 3.º           | Ilan Van Wilder            | Bélgica sub-23     | 80      | -     | -     | 80    |
| 4.º           | Clément Champoussin        | Francia sub-23     | 60      | 10    | -     | 70    |
| 5.º           | Georg Zimmermann           | Alemania sub-23    | 50      | 5     | -     | 55    |
| 6.º           | Mauri Vansevenant          | Bélgica sub-23     | 40      | 9     | 2     | 51    |
| 7.º           | Michel Ries                | Luxemburgo sub-23  | 30      | 18    | -     | 48    |
| 8.º           | Jefferson Alexander Cepeda | Ecuador sub-23     | 10      | 15    | -     | 25    |
| 9.º           | Ethan Hayter               | Reino Unido sub-23 | -       | 24    | -     | 24    |
| 10.º          | Jhojan García              | Colombia sub-23    | 20      | -     | -     | 20    |